# Thomas Halle
Thomas Halle (* 1984 in Berlin) ist ein deutscher Schauspieler.

## Leben
Thomas Halle absolvierte nach dem Abitur, das er in seiner Geburts- und Heimatstadt Berlin ablegte, 
zunächst seinen Zivildienst in der Psychiatrie im St. Joseph-Krankenhaus in Berlin-Weißensee. Ab 2006 studierte er Philosophie und Kunstgeschichte an der Martin-Luther-Universität in Halle (Saale). 2007 wechselte er an die Hochschule für Schauspielkunst „Ernst Busch“ in Berlin, wo er bis 2011 seine Schauspielausbildung erhielt.
Während seines Studiums spielte er am Deutschen Theater Berlin unter der Regie von Andreas Kriegenburg den Hamlet und am bat-Studiotheater die Hauptrolle in Sven Regeners Der kleine Bruder unter der Regie von Leander Haußmann. In der Spielzeit 2010/11 gehörte er am Theater Heidelberg unter der Regie von Mareike Mikat zum Ensemble der Bühnenfassung von Fatih Akins Filmdrama Gegen die Wand.
Nach Abschluss seiner Ausbildung trat Thomas Halle mit Beginn der Spielzeit 2011/12 am Staatstheater Karlsruhe sein erstes Festengagement an. Dort arbeitete er u. a. mit Simone Blattner, Martin Nimz, Stefan Otteni, Jan-Christoph Gockel und Anna Bergmann zusammen. In der Spielzeit 2013/14 trat er am Staatstheater Karlsruhe u. a. als Ferdinand in Kabale und Liebe, als Hohenzollern in Prinz Friedrich von Homburg und als Camille Desmoulins in Dantons Tod auf. In der Spielzeit 2014/15 spielte er Edward Snowden in Ich bereue nichts, Andrej Sergejewitsch Prosorow in Drei Schwestern und Jesus Maria in Dea Lohers Gaunerstück.
Im März 2015 erhielt er für seine herausragende schauspielerische Leistung in Ich bereue nichts  den Günther-Rühle-Preis. 2015 gastierte er am Theater im Pfalzbau in Ludwigshafen als Faust.
Seit der Spielzeit 2015/16 ist Thomas Halle als freischaffender Schauspieler tätig. Er gastierte u. a. am Staatsschauspiel Stuttgart (Spielzeit 2015/16 in Armin Petras’ Sturm-Inszenierung), am Théâtre National du Luxembourg, am Schauspiel Osnabrück und am Théâtre National in Brüssel (2018, in der Frankenstein-Inszenierung von Jan-Christoph Gockel) und an der Volksbühne Berlin (2019).
In der Spielzeit 2020/21 trat er am Theater im Pfalzbau als Caliban im Shakespeares Spätwerk Der Sturm auf. In der Spielzeit 2021/22 gab er als Rechtsanwalt Biegler in Gott von Ferdinand von Schirach sein Debüt am Alten Schauspielhaus Stuttgart.
Mit dem Quartett für Alte Musik „Continuum“ tritt er außerdem als Rezitator und mit Lesungen auf (u. a. beim „Heidelberger Frühling“ und beim „Podium Esslingen“). 2019 war er der Erzähler in Schlafes Bruder bei einer audio-visuellen Produktion in der Elbphilharmonie.
Halle wirkte auch in einigen Filmproduktionen mit. In der 18. Staffel der ZDF-Serie SOKO Wismar (2021) übernahm er eine der Episodenhauptrollen als tatverdächtiger Fischer und Ex-Mann Markus Beyer. In dem im Rahmen der ZDF-„Herzkino“-Reihe im November 2022 erstausgestrahlten Inga Lindström-Film Jemand liebt dich spielte er als Kollege der alleinerziehenden Café-Inhaberin Karlotta (Birthe Wolter) die männliche Hauptrolle. In der 25. Staffel der ZDF-Serie SOKO Leipzig (2025) hatte er eine Episodenhauptrolle als tatverdächtiger Pfarrer und ökumenischer Seelsorger, der in eine anerkannte Tierärztin, die sich das Leben genommen hat, verliebt war.
Thomas Halle lebt in Berlin.

## Filmografie (Auswahl)
- 2012: Versprechen (Kurzfilm)
- 2013: Echolot (Kinofilm)
- 2021: SOKO Wismar: Schmerz (Fernsehserie, eine Folge)
- 2022: Inga Lindström: Jemand liebt dich (Fernsehreihe)
- 2023: SOKO Stuttgart: Festgefahren (Fernsehserie, eine Folge)
- 2025: SOKO Leipzig: Faule Eier (Fernsehserie, eine Folge)